# Бузулуков, Николай Степанович
Николай Степанович Бузулуков (4 мая 1905 — 15 сентября 1979) — советский учёный-экономист, доктор экономических наук (1951), профессор (1956). Академик АН Эстонской ССР (1951).

## Биография
Член ВКП(б) с 1929 года.
В 1932 году окончил Московскую сельско-хозяйственную академию им. К. А. Тимирязева. С 1942 по 1947 год — на партийной работе. С 1946 по 1955 год жил и работал в Эстонии.
17 июня 1951 года, на выборах членов незадолго перед тем, в 1947 году, созданной Академии наук Эстонской ССР избран академиком, в 1951—1954 годах — академик-секретарь АН Эстонской ССР. В 1953 году работы Бузулукова подверглись критике партийным руководством Эстонской ССР, и он вынужденно покинул республику.
С 1956 года — на педагогической и научной работе.

## Научные интересы
Работы посвящены проблемам экономики сельского хозяйства и агрономической теории, в особенности вопросам экономики заготовок сельского хозяйственных продуктов.